# Валюта

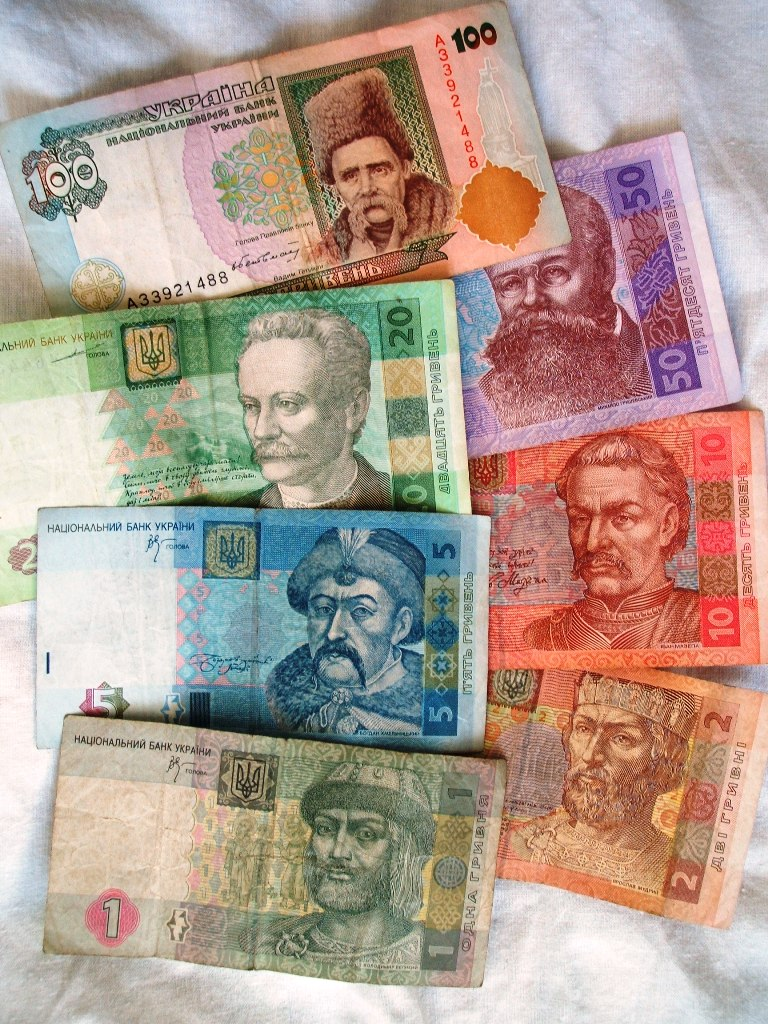
Українські гривні (2007)

Українські 1-гривневі монети

Валю́та (італ. valuta — «цінність», «вартість» від лат. valere — «мати силу, коштувати») — грошова одиниця, що використовується як засіб розрахунку при торгівлі.
Європейський банк реконструкції та розвитку надає визначення слову: «Валюта – означає законний засіб грошового обігу країни, що є законним платіжним засобом для сплати державних і приватних боргів у цій країні».
Валютою, зазвичай, є монети та банкноти певної держави, що є фізичним аспектом державної грошової маси. Інша частина грошової маси країни складається з банківських депозитів (депозитних грошей), власність на яку може бути передана за допомогою чеків, дебетових карток або інших форм грошових переказів. Депозитні гроші та валюта є грошима у тому сенсі, що обидва вони є допустимими як засіб платежу.
В давнину валютою часто було золото, срібло та інші метали, які мають власну мінову вартість. Тепер валютою зазвичай є паперові гроші, вартість яких визначається законодавчо. Валюта визначеної держави проголошується законодавством її законним платіжним засобом, є обов'язковою до прийому для оплати будь-якого платежу. Відмова від такого прийому є порушенням закону.
Станом на 2015 рік, у світі налічується понад 150 валют різних держав та валютних об'єднань.

## Етимологія
Валюта — російське, білоруське валюта, польське, верхньолужицьке waluta, чеське, словацьке valuta, болгарське, македонське, сербохорватське валута, словенське valuta; — запозичено з італійської мови за посередництва російської, також можливо, польської та німецької мов; італійське valuta «цінність, вартість» походить від лат. valere «мати силу, вартувати».

## Поняття валюти
Поняття валюта вживається в трьох значеннях:
- грошова одиниця країни (американський долар, японська єна, українська гривня та ін.) та її певний тип (золота, кредитно-паперова, срібна);
- іноземна валюта, тобто грошові знаки іноземних країн, а також кредитні і платіжні засоби, які виражені в іноземних грошових одиницях і використовуються у міжнародних грошових розрахунках;
- міжнародна (в тому числі регіональна) грошова розрахункова одиниця і платіжний засіб (СПЗ (SDR), євро).

Сучасна валюта поділяється на:
- вільно конвертовану (яку вільно можуть обмінювати на валюту будь-якої країни як фізичні, так і юридичні особи), якою можуть розраховуватися за експортно-імпортні операції, депонувати в національних банках та інше)
- частково конвертовану (обмін якої частково обмежується для певних категорій фізичних і юридичних осіб і для окремих видів операцій).

Часткова конвертованість означає допущення лише зовнішньої конвертованості і тільки в поточних, а інколи лише в зовнішньоторгівельних операціях.
Розрізняють також неконвертовану валюту, що означає заборону держави на проведення будь-яких операцій щодо обміну національної валюти на іноземну або дозвіл це робити за погодженням уповноважених валютних органів.
Виділяють також національні і резервні (ключові) валюти.
Національна валюта — випущена державою (її центральним банком) і перебуває в обігу переважно на території цієї держави.

### Валютні цінності
Українське законодавство використовує загальний термін «валютні цінності», який включає:
- валюту України – грошові знаки у вигляді банкнотів, казначейських білетів, монет та в інших формах, що перебувають в обігу та є законним платіжним засобом на території України, а також вилучені з обігу або такі, що вилучаються з нього, але підлягають обмінові на грошові знаки, які перебувають в обігу;
- іноземну валюту – іноземні грошові знаки у вигляді банкнотів, казначейських білетів, монет, що перебувають в обігу та є законним платіжним засобом на території відповідної іноземної держави, а також вилучені з обігу або такі, що вилучаються з нього, але підлягають обмінові на грошові знаки, які перебувають в обігу;
- платіжні документи та цінні папери (акції, облігації, купони до облігацій, векселі (тратти), боргові розписки, акредитиви, чеки, банківські накази, депозитні сертифікати, інші фінансові та банківські документи), виражені у валюті України, в іноземній валюті або банківських металах;
- банківські метали – золото, срібло, платина, метали платинової групи, доведені (афіновані) до найвищих проб відповідно до світових стандартів, у зливках і порошках, що мають сертифікат якості, а також монети, вироблені з дорогоцінних металів.[4]

## Класифікації валюти
Існує багато класифікацій валюти, зокрема:

### За державою-емітентом
- національна
- іноземна
- колективна (наприклад, СПЗ (SDR), ще раніше існувала ЕКЮ, зараз — євро)

### За можливістю обміну на іншу валюту
Конвертованість валюти означає можливість для особи, компанії або державного органу перевести місцеву валюту в іншу валюту або навпаки з/без втручання центрального банку чи уряду. На підставі зазначених вище обмежень та свободи і легкості обміну, валюти поділяються на:
- вільно конвертовані — коли немає ніяких обмежень на кількість валюти, яка може бути продана на міжнародному ринку, і уряд не нав'язує штучно фіксовану вартість або мінімальну вартість валюти у міжнародній торгівлі. Прикладами повністю конвертованих валют долар США та Євро, що є одними з основних валют, якими торгують на ринку Форекс.
- частково конвертовані — центральні банки здійснюють контроль над іноземними інвестиціями, що ідуть в/з країни, а, одночасно, більшість вітчизняних торговельних операцій відбуваються без будь-яких спеціальних вимог; існують значні обмеження на закордонні інвестиції, часто, щоб конвертувати на інші валюти, потрібні спеціальні дозволи. Прикладом частково конвертованої валюти є індійська рупія та українська гривня.
- неконвертовані валюти не можуть брати участь у міжнародному ринку FOREX, не передбачений обмін цих валют фізичними особами та компаніями. У результаті, ці валюти часто називають заблокованими валютами. Такими валютами є, наприклад, північнокорейська вона і кубинський песо.

### За співвідношенням валютних курсів
- сильна / тверда (тобто стійка до свого номіналу і до курсів інших валют)
- слабка / м'яка

### За терміном дії
- постійна
- тимчасова

### За ступенем використання
- резервна валюта — іноземна валюта, у якій центральні банки держав накопичують і зберігають резерви для міжнародних розрахунків за зовнішньоторговельними операціями та іноземним інвестиціям
- провідні світові валюти — сім основних валют, які мають повну конвертованість і найбільш часто використовуваних у міжнародних розрахунках. (Долар США, Євро, Швейцарський франк, Фунт стерлінгів, Японська єна, Канадський долар, Австралійський долар)

У залежності від фактичного існування виділяють реальну, тобто таку, що виконує безпосередньо функцію грошей або умовну, наприклад, ЕКЮ.

## ISO 4217
Міжнародна Організація зі Стандартизації у 2001 році опублікувала стандарт ISO 4217, який підпорядковує валютам трилітерні та трицифрові коди. Стандарт дозволяє уникнути двозначностей у ситуаціях коли валюти різних країн мають однакову назву. Трилітерні коди складені, як правило, з дволітерного коду країни згідно зі стандартом ISO 3166-1 та першої літери латинської назви валюти. Наприклад, гривня має код UAH, британський фунт стерлінгів — GBP (P від англ. pound — фунт), але PLN для польського злотого, EUR для Євро.

## Національна валюта України
Національна валюта України — гривня — введена у ході грошової реформи, що відбулася 2–16 вересня 1996. Сота частина гривні — копійка. Код валюти: літерний — UAH, цифровий — 980. До реформи в обігу від 1992 перебувала тимчасова валюта, розрахована на перехідний період, — український карбованець (купоно-карбованець). При грошовій реформі за встановленим курсом були перераховані у гривні ціни, тарифи, оклади й ставки заробітної плати, стипендії, пенсії, кошти на рахунках юридичних осіб, а також вклади громадян. Перерахунок здійснювався з розрахунку 100 000 крб за одну гривню.

## Валютні операції
Валютні операції — це:
1. операції, пов'язані з переходом права власності на валютні цінності, за винятком операцій, що здійснюються між резидентами у валюті України;
2. операції, пов'язані з використанням валютних цінностей в міжнародному обігу як засобу платежу, з передаванням заборгованостей та інших зобов'язань, предметом яких є валютні цінності;
3. операції, пов'язані з ввезенням, переказуванням і пересиланням на територію України та вивезенням, переказуванням і пересиланням за її межі валютних цінностей.

## Випуск і контроль
У більшості випадків монополію над випуском власної валюти має центральний банк держави. Окрім виключного права емісії готівки, центральний банк регулює також процес утворення безготівкової грошової маси комерційними банками, використовуючи засоби монетарної політики. Для полегшення торгівлі між зонами, які обслуговуються різними валютами, існують обмінні курси. Залежно від режиму обміну валюти можуть мати або плаваючий або фіксований курс.
У країнах, що мають контроль над власною валютою, його здійснює або центральний банк, або міністерство фінансів. У будь-якому разі, відповідну інституцію називають монетарним органом. Монетарний орган до значного ступеня незалежний від уряду. Наприклад, у США Федеральна резервна система діє без нагляду ні з боку законодавчої, ні з боку виконавчої влади. Важливо, що монетарний орган створений і підтримується урядом, тож його незалежність може бути зменшена або відмінена. Однак практично, відміна повноважень монетарного органу малоймовірна. У більшості Західних країн монетарний орган до великого ступеня незалежний від уряду.

## Валютне регулювання
Валютне регулювання — діяльність держави, спрямована на регламентацію міжнародних розрахунків і порядку здійснення угод з валютою та валютними цінностями.
У законодавчому та адміністративному порядку з метою підтримки рівноваги платіжного балансу та стійкості валюти встановлюється сукупність правил і норм із обмеження операцій з іноземною валютою, золотом та іншими валютними цінностями (регулювання ввезення і вивезення та переказів валюти, заборона вільного продажу, державний контроль за валютними операціями, обов'язковий продаж частини валютної виручки підприємств, надання іноземним юридичним і фізичним особам кредитів та позик). У багатьох країнах також встановлено ліміти на вивезення валюти за кордон та введено спеціальну систему дозволів на надання кредитів іноземним юридичним особам. Валютне регулювання є переважно нормативним і здійснюється переважно шляхом укладання міжнародних валютних угод та видання національних нормативно-правових актів.

## Валютний ринок
Торгівля валютами проводиться на валютних ринках. Валютний ринок (форекс, forex, FX від англ. foreign exchange market) — глобальний децентралізований сектор фінансового ринку призначений для торгівлі валютами та похідними фінансовими інструментами базованими на курсах валют. Форекс працює 24 години на добу з перервою на вихідні. Валютний ринок формує відносну ціну валют. Середні денні обороти на валютному ринку постійно зростають. Згідно з рапортом Банку міжнародних розрахунків у квітні 2010 року обсяг денних торгів становив 3,98 трильйонів доларів США порівняно з 1,7 трильйонів доларів у 1998 році. З квоти 3,98 трильйонів доларів на спотові операції припадало 1,5 трильйона доларів, а на термінові контракти та інші похідні інструменти — 2,5 трильйона доларів.

## Валютна система
Валютна система:
а) система валютних відносин; б) державно-правова форма організації валютних відносин.
За територіальною ознакою розмежовують: національну, регіональну та світову валютну систему.

### Елементи національної валютної системи
- Національна валюта;
- Паритет національної валюти;
- Умови конвертованості;
- Режим курсу національної валюти;
- Валютні обмеження / валютний контроль;
- Національне регулювання міжнародної валютної ліквідності держави;
- Регламентація використання міжнародних кредитних засобів обігу;

### Становлення та розвиток міжнародної валютної системи

#### Золотий стандарт
Історично спочатку виникли національні валютні системи. Міжнародна валютна система сформувалася до середини XIX ст. В її основі лежав так званий золотий стандарт, характерними ознаками якого є:
- обіг золотих монет та їх необмежене карбування державними монетними дворами;
- вільний обмін кредитних грошей на золоті монети за номіналом;
- відсутність обмежень на ввіз та вивіз золота;
- використання на внутрішньому ринку поряд з золотими монетами і банкнотами розмінної монети та державних паперових грошей з примусовим курсом до золота через встановлення золотого вмісту національної грошової одиниці (золотий паритет).

Золотий стандарт діяв з 1816 року, коли вперше був офіційно введений у Великій Британії, до 1914 року, хоча окремі елементи збереглися до 1970-х років. Юридично міжнародну валютну систему було закріплено у 1867 році на Паризькій конференції. Паризька валютна система ґрунтувалася на золотомонетному стандарті як формі золотого стандарту. Встановлювався режим вільно плаваючих валютних курсів, в основі якого лежали ринковий попит і пропозиція. Ці коливання обмежувалися так званими золотими точками, котрі являли собою межі відхилень курсів валют від монетного паритету. Максимальний (імпортний) курс дорівнював монетному паритету плюс витрати при транспортуванні золота за кордон; мінімальний (експортний) дорівнював монетному паритету мінус транспортні витрати. У період золотомонетного стандарту ці точки виконували роль стихійного регулятора коливань курсів.
Валютна система, заснована на золотомонетному стандарті, виключала інфляцію, так як зайві по відношенню до потреб обігу золоті гроші накопичувалися у вигляді скарбів. Крім того, вільний перелив золота з однієї країни в іншу мав велике значення для встановлення валютних паритетів, і вони були більш-менш стабільними. Золотомонетний стандарт виступав, як автоматичний регулятор світової валютної системи та світового ринку.
В умовах золотомонетного стандарту банки окремих країн були зобов'язані обмінювати паперові гроші на золото за номіналом, тобто за вартістю, зазначеною на цих грошах. Тому неможливо було випускати безконтрольну кількість паперових грошей. У період Першої світової війни в усіх країнах почались інфляційні процеси. Ціни зросли, але цей процес вже не супроводжувався переливом золота з країни в країну, тому що золото стало стратегічним товаром. В результаті зростання витрат на військові потреби його резерви скоротилися. Скрізь, крім США, було припинено обмін банкнот на золото.
У 1920-і роки в Англії, Франції та США був введений так званий золотозлитковий стандарт, при якому банкноти обмінювалися на золоті злитки вагою 12,5 кг. Для цього, природно, у банку до оплати була потрібна досить велика сума в банкнотах. В результаті у період дії золотозлиткового стандарту золото застосовувалося лише у міжнародних розрахунках. Цей стандарт був останнім етапом панування «чистого» золотого стандарту і проіснував до Великої депресії.

#### Золотовалютний стандарт
В інших країнах передбачався обмін кредитних грошей на девізи (платіжні засоби в іноземній валюті, призначені для міжнародних розрахунків) у валютах країн золотозлиткового стандарту, а потім на золото (так званий золотодевізний стандарт). На Генуезькій конференції в 1922 році було закріплено перехід до золотодевізного стандарту. Девізами валют виступали американський долар, французький франк, англійський фунт стерлінгів. Національні кредитні гроші стали використовуватися як міжнародні платіжно-резервні засоби, був відновлений режим коливних валютних курсів. У результаті світова валютна система стала представляти, по суті, декілька конкуруючих між собою валютних блоків. Крім того, золотодевізний стандарт створював потенційну можливість відриву валют від золотої основи та виникнення інфляції. У міжвоєнний період багато країн відмовилися від цього стандарту і вийшли з системи золотодевізного стандарту. Золотодевізна валютна система зазнала краху.
У період Другої світової війни знову зросла роль золота як світового резервного і платіжного засобу, а купівельна спроможність грошей постійно знижувалася в результаті інфляції. У 1944 році через кризу світової валютної системи, з одного боку, та необхідність зміцнення та нарощування міжнародних економічних зв'язків — з іншого, було розроблено і прийнято проєкт нової Бреттон-Вудської валютної системи. Основні положення системи зводилися до такого:
- встановлено тверді обмінні курси країн-учасниць до курсу провідної валюти (долар США);
- курс провідної валюти був фіксований у золоті;
- центральні банки повинні були підтримувати фіксований курс своєї валюти по відношенню до провідної валюті за допомогою валютних інтервенцій.

Так як відповідно до Бреттон-Вудської угоди лише валюта однієї країни зберігала зв'язок із золотом (долар США), то цю валютну систему називають іноді золотодоларовою та розглядають як останній варіант золотовалютного стандарту .
У результаті Бреттон-Вудської конференції були створені Міжнародний валютний фонд (МВФ) та Міжнародний банк реконструкції та розвитку (МБРР) як спеціалізовані установи ООН.

#### Система плаваючих валютних курсів
Після Другої світової війни США стали провідною світовою державою. При золотодоларовому стандарті світова система стала залежати від стану американського долара і успішного функціонування економіки цієї країни. Однак по мірі відновлення економік, зруйнованих війною, і ширшого використання інших національних валют (ФРН, Швейцарії, Японії) долар поступово втрачав монопольне становище у валютних відносинах, а валюти деяких країн стали ширше використовуватись як міжнародний платіжний і резервний засіб. У результаті сформувалися три валютних центри: США, ЄС та Японія.
Світова економічна криза кінця 1960-х років супроводжувалася і валютною кризою. Валютна система, заснована насамперед на доларі, зайшла в суперечність з інтернаціоналізацією світового господарства. У результаті ослаблення економічних позицій США збільшився зовнішній борг країни (за 1948—1971 роки у 8,5 разів), а офіційні валютні резерви скоротилися в 2,4 рази. Виявилась недостача золотовалютних резервів для забезпечення платоспроможності за зовнішніми зобов'язаннями багатьох країн. На вільних ринках золота у травні 1969 його ціна була вищою від офіційної на 20-25 %. У березні 1969 «золотий пул» було розпущено.
У результаті загострення міжнародної валютної ліквідності (тобто легко реалізованих цінностей, які можуть бути використані для погашення боргових зобов'язань) у 1970 році МВФ були випущені так звані Спеціальні права запозичення (СПЗ, англ. special drawing rights, SDR, SDRs; код валюти за ISO 4217 — XDR) і обумовлені зобов'язання країн — членів МВФ надавати один одному кредити пропорційно до своїх квот в основному капіталі МВФ, що було націлене на подальше скорочення сфери застосування золота в міжнародних розрахунках. У 1971 році США відмовилися від обміну долара на золото за офіційним курсом (35 доларів за одну тройську унцію золота для центральних банків інших країн). Ціна на золото на світових ринках ще більше підскочила. Підтримувати систему фіксованих валютних курсів стало неможливо. Бреттон-Вудська система практично перестала працювати. Долар втратив право бути єдиною резервною валютою. Роль резервних додатково почали виконувати валюти інших країн (марка ФРН, швейцарський франк, японська єна, СПЗ). Хаос міжнародних валютних відносин вилився в 1976 році в угоди (набрали чинності 1 квітня 1978 року), підписані в Кінгстоні (Ямайка), в результаті чого сформувалася так звана Ямайська валютна система. За цими угодами:
- завершено демонетизацію золота, скасовано його офіційну ціну і золотий паритет;
- узаконено режим плаваючих (вільних) валютних курсів;
- базою сучасної валютної системи проголошено міжнародну розрахункову одиницю СПЗ, а замість системи золото — долар — національна валюта впроваджено систему СПЗ — національна валюта.

Ці заходи були спрямовані на забезпечення збалансованості розрахунків між країнами.
Наприкінці XX ст. стало популярним кредитування через МВФ з метою скорочення дефіциту платіжних балансів. У результаті ямайських угод фактично була закріплена тенденція до багатовалютного стандарту і виділення регіональних валютних систем США, країн Західної Європи, Японії. Проте насправді основною валютою в міжнародних економічних відносинах був і є досі американський долар. Його частка у міжнародних розрахунках у 2016 рості становила 87,6 %.

## Найпоширеніші валюти

### За обсягами торгівлі
Нижче в таблицях поданий рейтинг валют та валютних пар з найбільшою часткою торгівлі (обміну) на міжнародному валютному ринку. Дані Банку міжнародних розрахунків (БМР), станом на квітень 2022. В рейтинг включені валюти країн-членів БМР.
| Рейтинг | Валюта                    | Код ISO 4217 (символ) | Частка, % |
| ------- | ------------------------- | --------------------- | --------- |
| 1       | Долар США                 | USD ($)               | 88,5 %    |
| 2       | Євро                      | EUR (€)               | 30,5 %    |
| 3       | Японська єна              | JPY (¥)               | 16,7 %    |
| 4       | Британський фунт          | GBP (£)               | 12,9 %    |
| 5       | Китайський юань           | CNY (元)              | 7,0 %     |
| 6       | Австралійський долар      | AUD (A$)              | 6,4 %     |
| 7       | Канадський долар          | CAD (C$)              | 6,2 %     |
| 8       | Швейцарський франк        | CHF (Fr)              | 5,2 %     |
| 9       | Гонконгський долар        | HKD (HK$)             | 2,6 %     |
| 10      | Сінгапурський долар       | SGD (S$)              | 2,4 %     |
| 11      | Шведська крона            | SEK (kr)              | 2,2 %     |
| 12      | Південнокорейська вона    | KRW (₩)               | 1,9 %     |
| 13      | Норвезька крона           | NOK (kr)              | 1,7 %     |
| 14      | Новозеландський долар     | NZD (NZ$)             | 1,7 %     |
| 15      | Індійська рупія           | INR (₹)               | 1,6 %     |
| 16      | Мексиканський песо        | MXN ($)               | 1,5 %     |
| 17      | Новий тайванський долар   | TWD (NT$)             | 1,1 %     |
| 18      | Південноафриканський ранд | ZAR (R)               | 1,1 %     |
| 19      | Бразильський реал         | BRL (R$)              | 0,9 %     |
| 20      | Данська крона             | DKK (kr)              | 0,7 %     |
| Інші    | Інші                      | Інші                  | 7,2 %     |
| Разом * | Разом *                   | Разом *               | 200,0 %   |

| Рейтинг | Валютна пара                          | Коди ISO 4217 | Частка, % |
| ------- | ------------------------------------- | ------------- | --------- |
| 1       | Долар США / Євро                      | USD / EUR     | 22,7 %    |
| 2       | Долар США / Японська єна              | USD / JPY     | 13,5 %    |
| 3       | Долар США / Британський фунт          | USD / GBP     | 9,5 %     |
| 4       | Долар США / Китайський юань           | USD / CNY     | 6,6 %     |
| 5       | Долар США / Канадський долар          | USD / CAD     | 5,5 %     |
| 6       | Долар США / Австралійський долар      | USD / AUD     | 5,1 %     |
| 7       | Долар США / Швейцарський франк        | USD / CHF     | 3,9 %     |
| 8       | Долар США / Гонконгський долар        | USD / HKD     | 2,4 %     |
| 9       | Долар США / Сінгапурський долар       | USD / SGD     | 2,3 %     |
| 10      | Євро / Британський фунт               | EUR / GBP     | 2,0 %     |
| 11      | Долар США / Південнокорейська вона    | USD / KRW     | 1,7 %     |
| 12      | Долар США / Індійська рупія           | USD / INR     | 1,6 %     |
| 13      | Євро / Японська єна                   | EUR / JPY     | 1,4 %     |
| 14      | Долар США / Мексиканський песо        | USD / MXN     | 1,4 %     |
| 15      | Долар США / Новозеландський долар     | USD / NZD     | 1,3 %     |
| 16      | Долар США / Шведська крона            | USD / SEK     | 1,2 %     |
| 17      | Долар США / Новий тайванський долар   | USD / TWD     | 1,1 %     |
| 18      | Долар США / Норвезька крона           | USD / NOK     | 1,1 %     |
| 19      | Євро / Швейцарський франк             | EUR / CHF     | 0,9 %     |
| 20      | Долар США / Південноафриканський ранд | EUR / ZAR     | 0,9 %     |
| Інші    | Інші                                  | Інші          | 13,9 %    |
| Разом   | Разом                                 | Разом         | 100,0 %   |

Примітки: 

- Загальна сума становить 200 % оскільки в процесі торгівлі (обміну) беруть участь дві валюти.

### За розміщеними резервами
Нижче в таблиці поданий рейтинг валют з найбільшою часткою розміщених у них офіційних валютних резервів у світі. Дані Міжнародного валютного фонду.
|                        | 2023 | 2022    | 2021    | 2020    | 2019    | 2018    | 2017    | 2016    | 2015    | 2014    | 2013    | 2012    | 2011    | 2010    | 2009    | 2008    | 2007    | 2006    | 2005    | 2004    | 2003    | 2002    | 2001    | 2000    | 1999    | 1998    | 1997    | 1996    | 1995    | 1984   | 1983   | 1982   | 1980   | 1976   | 1972   | 1970   |
| Долар США              | 58,44 % | 58,52 % | 58,80 % | 58,92 % | 60,75 % | 61,76 % | 62,73 % | 65,36 % | 65,75 % | 65,17 % | 61,28 % | 61,50 % | 62,69 % | 62,24 % | 62,15 % | 63,77 % | 63,87 % | 65,04 % | 66,51 % | 65,51 % | 65,45 % | 66,50 % | 71,51 % | 71,13 % | 71,01 % | 69,28 % | 65,10 % | 61,98 % | 58,96 % | 65,8 % | 68,5 % | 68,4 % | 67,2 % | 76,6 % | 78,6 % | 77,2 % |
| Євро                   | 19,94 % | 20,37 % | 20,59 % | 21,29 % | 20,59 % | 20,67 % | 20,17 % | 19,14 % | 19,15 % | 21,21 % | 24,21 % | 24,07 % | 24,44 % | 25,76 % | 27,70 % | 26,21 % | 26,13 % | 24,99 % | 23,89 % | 24,68 % | 25,03 % | 23,65 % | 19,18 % | 18,29 % | 17,90 % |         |         |         |         |        |        |        |        |        |        |        |
| Німецька марка         | |         |         |         |         |         |         |         |         |         |         |         |         |         |         |         |         |         |         |         |         |         |         |         |         | 13,79 % | 14,48 % | 14,67 % | 15,75 % | 12,1 % | 11,2 % | 12,4 % | 14,8 % | 8,8 %  | 4,6 %  | 1,9 %  |
| Японська єна           | 5,69 % | 5,54 %  | 5,52 %  | 6,03 %  | 5,87 %  | 5,19 %  | 4,90 %  | 3,95 %  | 3,75 %  | 3,55 %  | 3,82 %  | 4,09 %  | 3,61 %  | 3,66 %  | 2,90 %  | 3,47 %  | 3,18 %  | 3,46 %  | 3,96 %  | 4,28 %  | 4,42 %  | 4,94 %  | 5,04 %  | 6,06 %  | 6,37 %  | 6,24 %  | 5,77 %  | 6,71 %  | 6,77 %  | 5,4 %  | 4,7 %  | 4,6 %  | 4,3 %  | 2,1 %  | 0,1 %  |        |
| Британський фунт       | 4,86 % | 4,90 %  | 4,81 %  | 4,73 %  | 4,64 %  | 4,43 %  | 4,54 %  | 4,35 %  | 4,72 %  | 3,70 %  | 3,99 %  | 4,04 %  | 3,84 %  | 3,94 %  | 4,25 %  | 4,22 %  | 4,82 %  | 4,52 %  | 3,75 %  | 3,49 %  | 2,86 %  | 2,92 %  | 2,70 %  | 2,75 %  | 2,89 %  | 2,66 %  | 2,58 %  | 2,68 %  | 2,11 %  | 2,8 %  | 2,6 %  | 2,4 %  | 2,9 %  | 1,9 %  | 7,1 %  | 10,4 % |
| Канадський долар       | 2,59 % | 2,39 %  | 2,38 %  | 2,08 %  | 1,86 %  | 1,84 %  | 2,03 %  | 1,94 %  | 1,78 %  | 1,75 %  | 1,83 %  | 1,43 %  |         |         |         |         |         |         |         |         |         |         |         |         |         |         |         |         |         |        |        |        |        |        |        |        |
| Китайський юань        | 2,29 % | 2,61 %  | 2,80 %  | 2,29 %  | 1,94 %  | 1,89 %  | 1,23 %  | 1,08 %  |         |         |         |         |         |         |         |         |         |         |         |         |         |         |         |         |         |         |         |         |         |        |        |        |        |        |        |        |
| Австралійський долар   | 2,14 % | 1,97 %  | 1,84 %  | 1,83 %  | 1,70 %  | 1,63 %  | 1,80 %  | 1,69 %  | 1,77 %  | 1,60 %  | 1,82 %  | 1,46 %  |         |         |         |         |         |         |         |         |         |         |         |         |         |         |         |         |         |        |        |        |        |        |        |        |
| Французький франк      | |         |         |         |         |         |         |         |         |         |         |         |         |         |         |         |         |         |         |         |         |         |         |         |         | 1,62 %  | 1,44 %  | 1,85 %  | 2,35 %  | 1,0 %  | 1,1 %  | 1,3 %  | 1,7 %  | 1,6 %  | 0,9 %  | 1,1 %  |
| Швейцарський франк     | 0,20 % | 0,23 %  | 0,17 %  | 0,17 %  | 0,15 %  | 0,14 %  | 0,18 %  | 0,16 %  | 0,27 %  | 0,24 %  | 0,27 %  | 0,21 %  | 0,08 %  | 0,13 %  | 0,12 %  | 0,14 %  | 0,16 %  | 0,17 %  | 0,15 %  | 0,17 %  | 0,23 %  | 0,41 %  | 0,25 %  | 0,27 %  | 0,23 %  | 0,33 %  | 0,35 %  | 0,30 %  | 0,33 %  | 2,0 %  | 2,3 %  | 2,7 %  | 3,2 %  | 2,2 %  | 1,0 %  | 0,7 %  |
| Нідерландський гульден | |         |         |         |         |         |         |         |         |         |         |         |         |         |         |         |         |         |         |         |         |         |         |         |         | 0,27 %  | 0,35 %  | 0,24 %  | 0,32 %  |        |        |        |        |        |        |        |
| Інші                   | 3,85 % | 3,48 %  | 3,09 %  | 2,65 %  | 2,51 %  | 2,45 %  | 2,43 %  | 2,33 %  | 2,82 %  | 2,78 %  | 2,78 %  | 3,20 %  | 5,33 %  | 4,27 %  | 2,88 %  | 2,20 %  | 1,83 %  | 1,81 %  | 1,74 %  | 1,87 %  | 2,01 %  | 1,58 %  | 1,31 %  | 1,49 %  | 1,60 %  | 4,50 %  | 3,86 %  | 4,48 %  | 4,87 %  | 10,9 % | 9,6 %  | 8,2 %  | 5,9 %  | 6,8 %  | 7,7 %  | 8,7 %  |
|                        | Джерела: World Currency Composition of Official Foreign Exchange Reserves Міжнародний валютний фонд (1995-2023), The evolution of reserve currency diversification, December 1986 Банк міжнародних розрахунків (1970-1984) |         |         |         |         |         |         |         |         |         |         |         |         |         |         |         |         |         |         |         |         |         |         |         |         |         |         |         |         |        |        |        |        |        |        |        |

## Виноски
1. ↑  Стандартні положення та умови Європейського банку реконструкції та розвитку від 1 травня 2006 року
2. ↑  Bernstein, Peter (2008) [1965]. Chapters 4–5. A Primer on Money, Banking and Gold (вид. 3rd). Hoboken, NJ: Wiley. ISBN 978-0-470-28758-3. OCLC 233484849.
3. 1 2  Етимологічний словник української мови: В. 7 т. Том перший (А-Г) / АН УРСР. Ін-т мовознавства ім. О. О. Потебні; Редкол. О. С. Мельничук (головний ред.), І. К. Білодід, В. Т. Коломієць, О. Б. Ткаченко та ін. — К.: Наук. думка, 1982. (с.:327)
4. ↑  Митний кодекс України (від 13.03.2012 № 4495-VI, Редакція від 04.07.2018). Архів оригіналу за 2 вересня 2012. Процитовано 21 липня 2018.
5. ↑  Current currencies & funds [Архівовано 20 квітня 2011 у Wayback Machine.] (англ.)
6. ↑  Валютне регулювання [Архівовано 28 березня 2018 у Wayback Machine.] // Енциклопедія сучасної України / ред. кол.: І. М. Дзюба [та ін.] ; НАН України, НТШ. — К. : Інститут енциклопедичних досліджень НАН України, 2001–2024. — ISBN 966-02-2074-X.
7. ↑  The Economist — Guide to the Financial Markets [Архівовано 9 квітня 2020 у Wayback Machine.] (pdf)(англ.)
8. ↑  2010 Triennial Central Bank Survey [Архівовано 21 січня 2012 у Wayback Machine.], Банк міжнародних розрахунків. (англ.)
9. ↑  Стандарт золотодоларовий [Архівовано 2 квітня 2018 у Wayback Machine.] // Міжнародний бізнес-портал «Ivreme»
10. ↑  Экономическая теория: учебник для бакалавров / Под ред. К. Н. Лобачевой. — 3-е изд., перераб. и доп. — М .: Издательство Юрайт, 2012. — 516 с. — ISBN 978-5-9916-1456-6
11. ↑  Triennial Central Bank Survey Foreign exchange turnover in April 2012 (PDF). Triennial Central Bank Survey. Basel, Switzerland: Bank for International Settlements. с. 12-13. Процитовано 27 Жовтня 2022.